# Now (servizio di streaming)
Now (precedentemente Sky Online e poi Now TV) è un servizio di streaming on-demand e in diretta a pagamento di Sky. Lanciato per la prima volta nel Regno Unito nel 2012, il servizio è disponibile anche in Irlanda, in Italia, in Germania (dove opera come Wow TV), Austria (dove opera come Sky X) e Svizzera (dove opera come Sky). La piattaforma era disponibile anche in Spagna, commercializzata come Sky, tra il 2017 e il 2020.
Disponibile senza contratto in formula prepagata, consente la visione di gran parte dei contenuti dell'offerta Sky tramite una videoteca di titoli selezionabili oppure di seguire in diretta alcuni canali della piattaforma.
Nei paesi europei dove Sky non opera, i contenuti di Now vengono distribuiti all'interno della piattaforma SkyShowtime.

## Storia
Now TV nasce nel Regno Unito il 17 luglio 2012, con un'offerta che inizialmente comprendeva solamente il pacchetto Sky Cinema. Dal marzo 2013 inizia a offrire anche il pacchetto Sky Sports, dall'ottobre 2013 i canali di intrattenimento e da giugno 2016 il pacchetto dedicato ai bambini. Il 26 aprile 2017 Now TV arriva in Irlanda.
Il servizio sbarca in Italia il 2 aprile 2014 con il nome di Sky Online, dopo che ne era stata già lanciata la versione britannica, con l’obiettivo di offrire agli utenti un servizio alternativo alla pay tv tradizionale o semplicemente per chi non poteva installare la parabola. Offriva contenuti esclusivamente in SD ed era disponibile per un numero limitato di dispositivi. Oltre a intrattenimento, cinema e serie TV, permetteva anche la visione di alcuni eventi sportivi (come la Champions League) pagando evento per evento ogni partita, oppure offrendo un pacchetto a scelta su una squadra a scelta di Serie A (tra le 8 disponibili).
Il 21 maggio 2015 nasce il dispositivo Sky Online TV Box che permette la visione direttamente sul televisore, collegando l'apparecchio con un cavo HDMI.
Il 24 giugno 2016 Sky Online diventa Now TV in seguito a un rebrand della piattaforma a livello europeo, mentre il dispositivo Sky Online TV Box diventa Now TV Box, mantenendo le stesse caratteristiche. A partire da febbraio 2017 il servizio è disponibile anche in HD.
A maggio 2018 l'interfaccia viene rinnovata e viene lanciata la Smart Stick, un dispositivo che consente la visione su qualsiasi televisore con presa HDMI.
Dal 15 febbraio 2022, viene reso disponibile in Italia Peacock TV (servizio streaming di NBCUniversal) su Sky Q e Now senza costi aggiuntivi.
Il 23 maggio 2023, Comcast (società madre di Sky Group) ha annunciato l'intenzione di rendere disponibile Now negli Stati Uniti.
Dal 22 aprile 2025, viene rinnovata l'interfaccia in tutti i dispositivi compatibili.
Dal 1º luglio 2025 è disponibile il nuovo canale Sky Adventure. Inoltre, sempre dalla stessa data, a seguito del mancato rinnovo tra Comcast e Warner Bros. Discovery, i canali Eurosport 1 ed Eurosport 2 hanno terminato le loro trasmissioni sulla piattaforma.
Ulteriori novità avvengono nell'ambito dell'offerta sportiva: Sky Sport NBA viene rinominato Sky Sport Basket (in virtù dei cambiamenti in termini di diritti sportivi cestistici della pay-tv, meno gare di NBA e più delle competizioni europee); debutta Sky Sport Legend e ritorna Sky Sport Mix.

## Offerta
L'offerta di Now è suddivisa in pacchetti separati che comprendono sia canali lineari, scelti tra quelli della piattaforma Sky, sia contenuti on demand come film, show televisivi, serie TV, documentari e sport, anch'essi tratti dal catalogo Sky. Nel Regno Unito e in Irlanda i pacchetti sono definiti "Passes" e sono suddivisi in Entertainment, Sky Cinema, Sky Sports, Kids e hayu. In Italia, fino al 26 maggio 2020, erano denominati "Ticket" e comprendevano Cinema, Serie TV, Intrattenimento, Sport e Opzione + (per guardare tutti i ticket attivi nella propria offerta eccetto Sport su 2 dispositivi in contemporanea). Dal 27 maggio 2020 i ticket Intrattenimento e Serie TV vengono uniti in un unico pass Entertainment (che include serie TV, show, produzioni Sky Original e documentari di natura, scienza, storia e arte), con agli altri pass Cinema, Kids (programmi dedicati a bambini e ragazzi) e Sport presenti nell'offerta. Dal 1º luglio 2022 il pass Kids viene incluso nel pass Entertainment, riducendo da quattro a tre i pass dell'offerta (ora Entertainment, Cinema e Sport) e uniformandosi alla versione britannica della piattaforma.
I contenuti sono disponibili su diverse piattaforme, che vanno dalla TV ai dispositivi mobili. In Italia è possibile utilizzare il servizio fino a un massimo di quattro dispositivi contemporaneamente; nel Regno Unito e in Irlanda anche contemporaneamente su due dispositivi. In Italia è necessario attivare l'opzione aggiuntiva che comprende l'HD. Dal 2018, nel Regno Unito e in Irlanda è possibile scaricare i contenuti per averne accesso offline, mentre dal 2019 anche in Italia.
Nei dispositivi Now è possibile scaricare applicazioni che consentono l'accesso ad altri servizi di streaming, come Netflix, Disney+ e Prime Video.
Il 30 agosto 2023 a seguito della acquisizione dei diritti televisivi del torneo, Now diventa title sponsor della Serie C di calcio per le stagioni 2023-2024 e 2024-2025.
Il 27 settembre 2023 viene annunciata la disponibilità della app Now anche sulla piattaforma Google TV, rendendo compatibile con il servizio le TV Android (con Sistema Operativo Android 8.0 e versioni successive) e i dispositivi Google Chromecast.
Dal 28 settembre dello stesso anno, Now rinnova totalmente la propria offerta commerciale che prevede un piano base più economico con pubblicità e un upgrade Premium privo di qualsiasi interruzione pubblicitaria durante la visione dei contenuti on-demand. Da dicembre dello stesso anno arriva anche sulle Smart tv hisense.

## Canali disponibili

### Cinema
- Sky Cinema Uno
- Sky Cinema Due
- Sky Cinema Collection
- Sky Cinema Family
- Sky Cinema Action
- Sky Cinema Suspense
- Sky Cinema Romance
- Sky Cinema Drama
- Sky Cinema Comedy

### Intrattenimento
- Sky TG24
- Sky Uno
- Sky Atlantic
- Sky Serie
- Sky Investigation
- Sky Crime
- History
- Sky Documentaries
- Sky Adventure
- Sky Nature
- Sky Arte
- Comedy Central
- MTV

### Sport
- Sky Sport 24
- Sky Sport Uno
- Sky Sport Calcio
- Sky Sport Tennis
- Sky Sport Arena
- Sky Sport Max
- Sky Sport Golf
- Sky Sport Basket
- Sky Sport F1
- Sky Sport MotoGP
- Sky Sport Legend
- Sky Sport Mix
- Sky Sport 251-259

### Bambini
- Nickelodeon
- DeA Kids
- DeA Junior
- Nick Jr.
- Boomerang
- Cartoon Network

## Loghi

### Italia

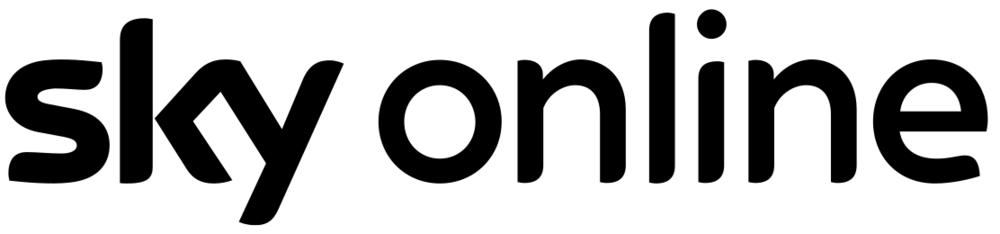
Logo di Sky Online utilizzato dal 2 aprile 2014 al 24 giugno 2016
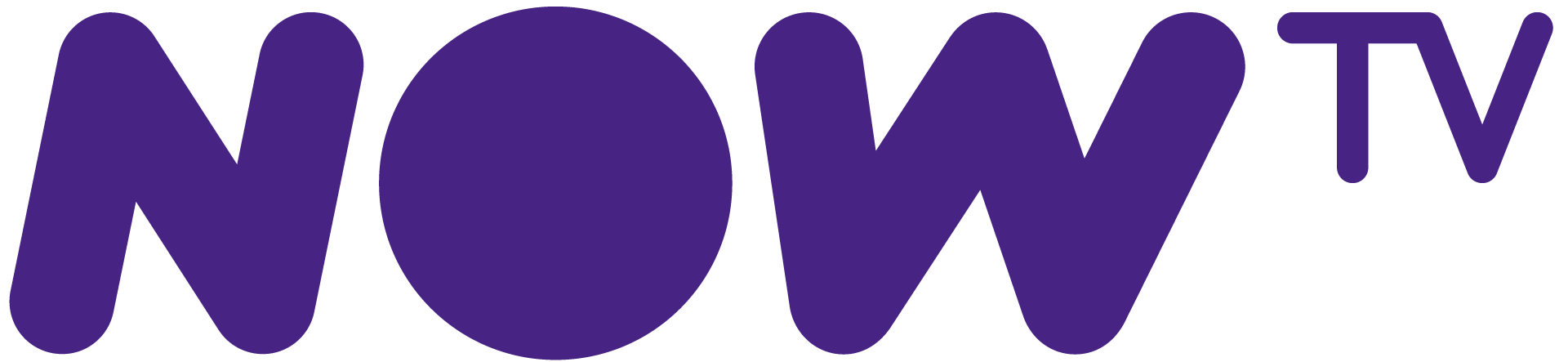
Logo di Now TV utilizzato dal 24 giugno 2016 al 16 marzo 2021
Logo in uso di Now dal 16 marzo 2021

### Regno Unito e Irlanda

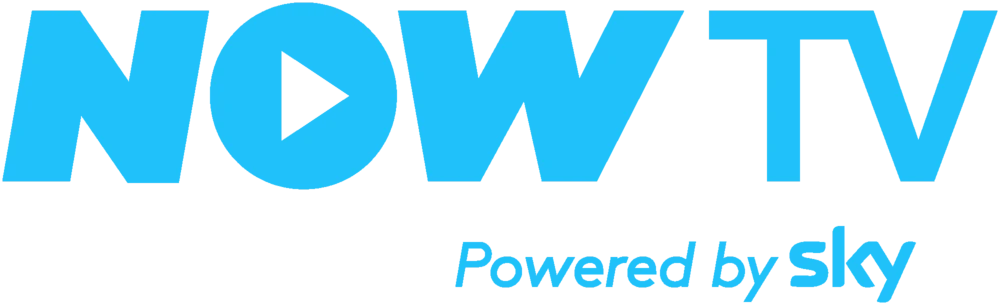
Logo di Now TV utilizzato nel 2012
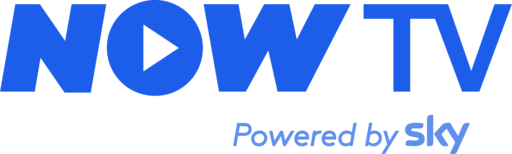
Logo di Now TV utilizzato dal 2012 al 2015
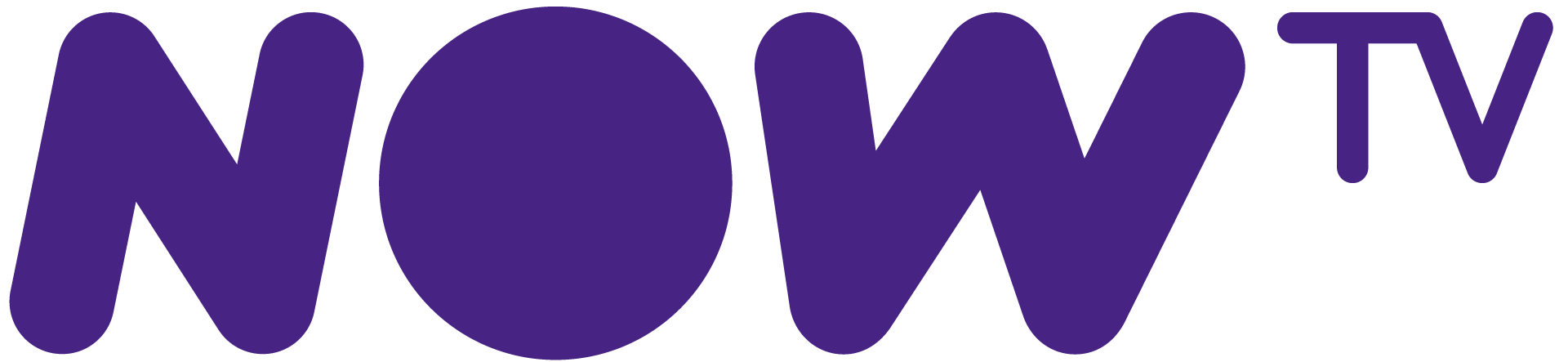
Logo di Now TV utilizzato dal 2015 al 16 marzo 2021
Logo di Now TV in uso dal 16 marzo 2021

### Germania

Logo di Sky Online utilizzato dal 2014 al 2016
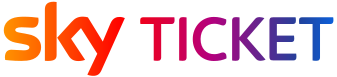
Logo di Sky Ticket utilizzato dal 2016 al 2021
Logo di Sky Ticket utilizzato dal 2021 al 2022
Logo di Wow TV in uso dal 2022

### Austria

Logo di Sky X utilizzato dal 2019 al 2020
Logo di Sky X in uso dal 2020

### Svizzera

Logo di Sky Switzerland in uso dal 2017

### Spagna

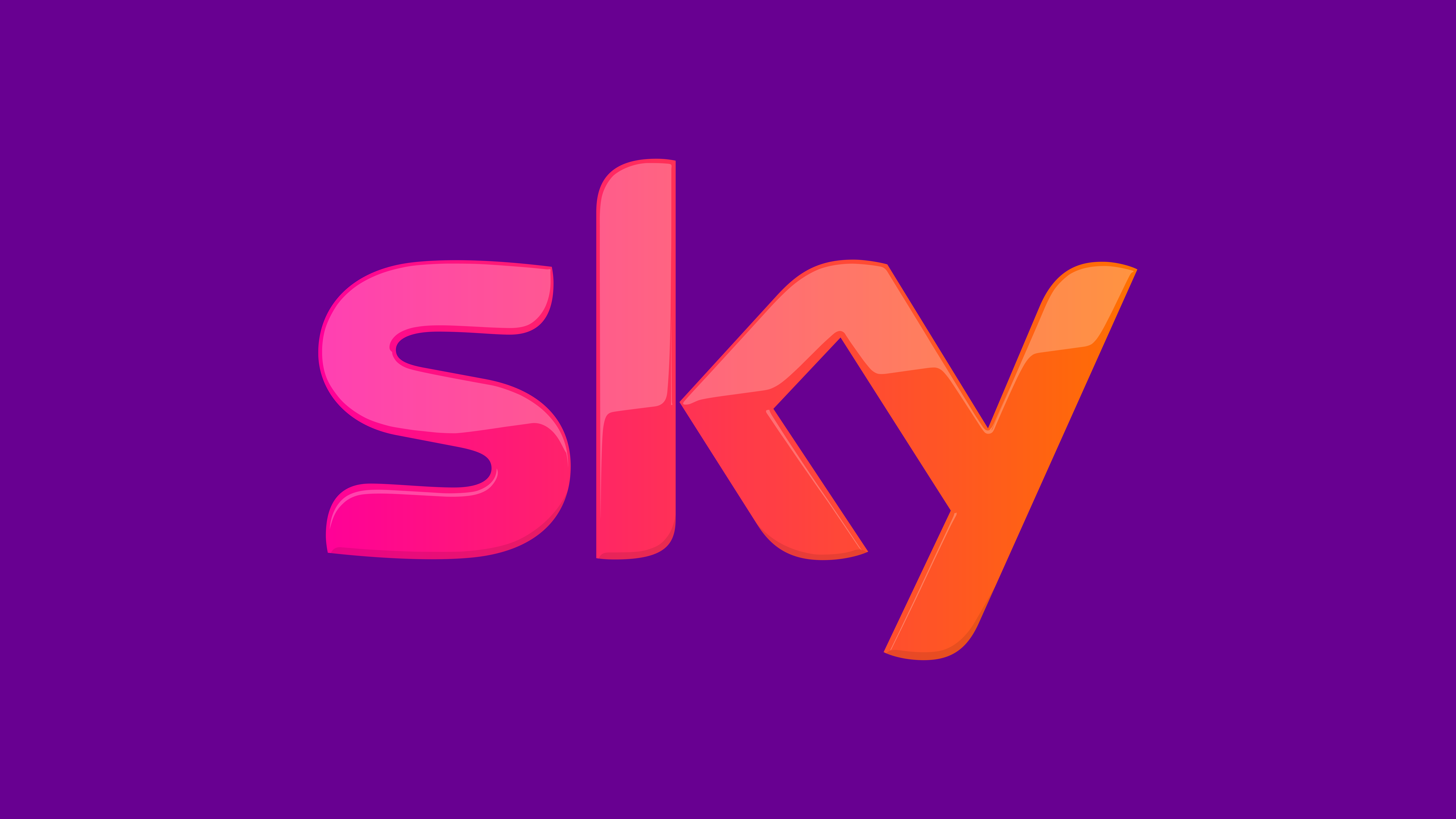
Logo di Sky utilizzato dal 2017 al 2020